# Elizabeth Armistead
Elizabeth Armistead, född Elizabeth Bridget Cole 11 juli 1750, död 8 juni 1842, var en brittisk prostituerad och senare gift med politikern Charles James Fox. Förhållandet mellan Armistead och Fox var mycket uppmärksammat och betraktas som en av de mest berömda kärleksrelationerna i sjuttonhundratalets Storbritannien. 
Elizabeth Cole prostituerade sig tidigt på en exklusiv bordell i St. James’s i London, där hon under namnet Mrs Armistead blev känd för sin skönhet och ömhjärtade natur. Hon var en av landets mest framgångsrika prostituerade, med bland andra den framtida Georg IV av Storbritannien bland sina kunder, och ägde en förmögenhet, två hus, två vagnar och hade en tjänarstab anställd. Från 1783 var hon sambo med Fox. Paret gifte sig 1795, men höll äktenskapet hemligt fram till 1802. Giftermålet var för sin tid mycket kontroversiellt. Armistead accepterades aldrig socialt som Fox fru.